# Stenostygnellus flavolimbatus
Stenostygnellus flavolimbatus is een hooiwagen uit de familie Stygnidae.